# 捷克斯洛伐克社会主义共和国

捷克斯洛伐克社会主义共和国（捷克語：Československá socialistická republika，簡寫為）是捷克斯洛伐克历史上的一个社会主义政权，亦是以苏联为首的华约组织成员国，存在于1960年—1990年。1969年起实行联邦制，由捷克社会主义共和国和斯洛伐克社会主义共和国两个共和国组成。

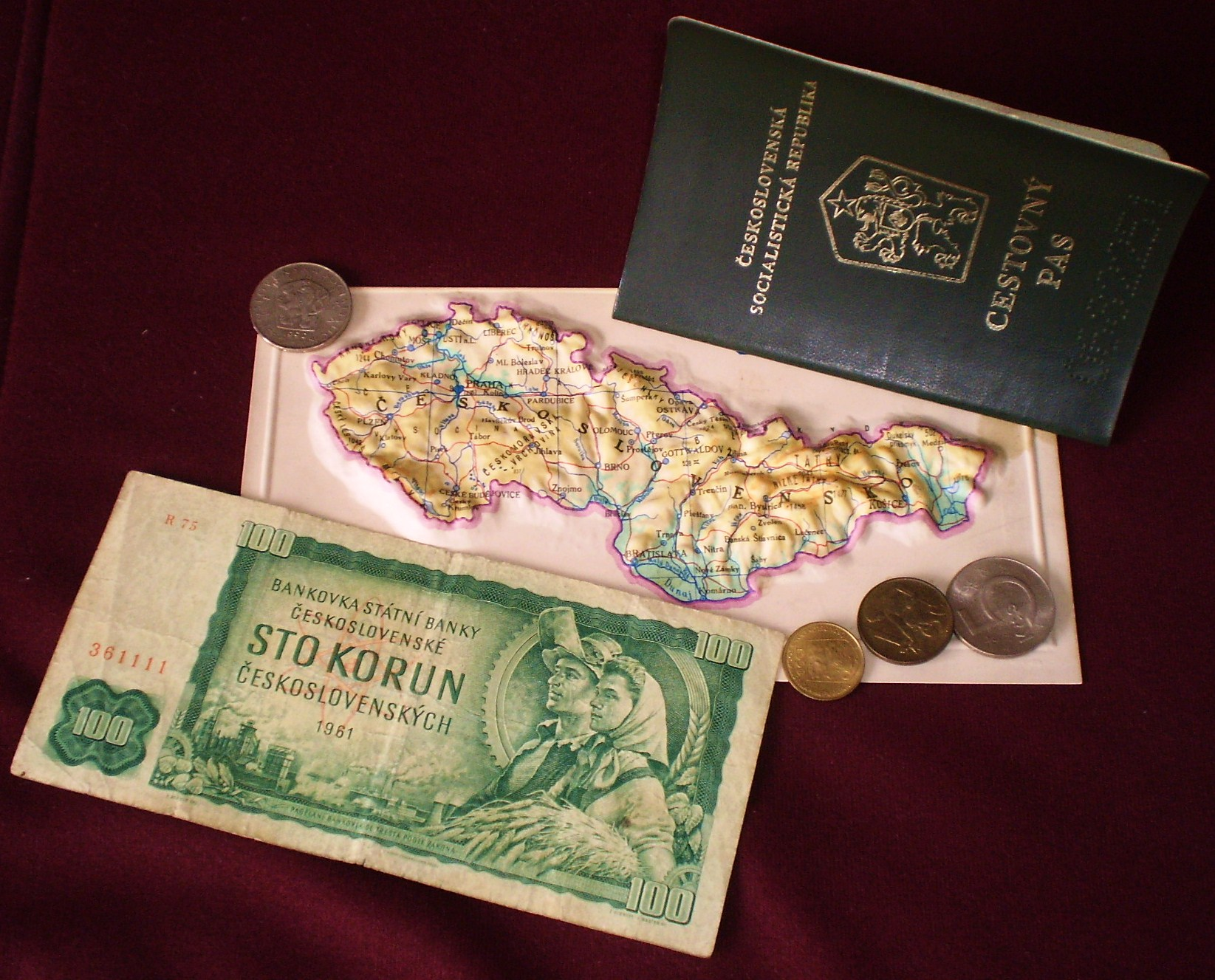
当时的地图，硬币和护照

## 历史
1938年9月，捷克斯洛伐克在慕尼黑会议中，因為被英法綏靖政策所害，1939年，纳粹德国占领捷克斯洛伐克全境並建立斯洛伐克傀儡政權，斯洛伐克成為德國盟友。1945年2月，蘇聯殲滅了纳粹德国扶植的斯洛伐克法西斯政權，但建立蘇聯的衛星國，4月，在科希策成立了以捷克斯洛伐克共产党为领导的民族阵线联合政府，同年5月德國投降，捷克则在苏联红军的帮助下获得解放。1945年，成立各党派组成的民族阵线政府，宣布开始进行社会主义建设。
1946年5月，举行战后第一次国民议会选举，捷共获胜，成立了以哥特瓦尔德为首的新联合政府。1948年，发生二月事件，参加联合政府的民族社会党等党派为接受美国马歇尔计划与捷共尖锐对立，假意以退出联合政府为名向捷共施压，结果在捷共发动群众的情况下，其他党派只得真的退出联合政府，事件以捷共的胜利结束。5月9日，国民议会通过五月九日宪法，宣布捷克斯洛伐克共和国为人民民主国家。
1960年7月11日，国民议会通过新宪法，宣布将国名改为捷克斯洛伐克社会主义共和国。1968年1月，杜布切克接替诺沃提尼任捷克斯洛伐克共产党第一书记，成为最高领导人。上任后不久，宣布实行政治和经济制度的改革，试图打破“苏联模式”在该国施行造成的种种弊端，也称为“布拉格之春”运动。同年8月20日，苏联為了鞏固勢力範圍而出兵入侵捷克斯洛伐克，苏军佔領捷克至冷战结束。蘇聯佔領後唯一允許的布拉格之春改革項目為捷克斯洛伐克的聯邦化，1968年10月批准，1969年1月正式實施。1969年4月，胡萨克接替杜布切克，任总书记，并于1975年兼任总统。
1989年下半年，捷克发生了天鹅绒革命，政局开始剧烈动荡，捷共失去执政党地位。1990年4月，国名改为“捷克和斯洛伐克联邦共和国”（Česká a Slovenská federativní republika，ČSFR），并修改国徽，捷克和斯洛伐克两个共和国也取消了其国名中“社会主义”字样。1991年，政局继续动荡，各派政治力量分化组合，相互斗争激烈，民族矛盾进一步发展，斯洛伐克要求独立的倾向日益明显。1992年6月，捷克和斯洛伐克政府就联邦国家解体达成协议。1992年12月31日，联邦解体，捷克和斯洛伐克都是捷克斯洛伐克的继承国。1993年1月1日，捷克共和国和斯洛伐克共和国正式成立，捷克斯洛伐克正式退出历史舞台。